# Charlynch
Charlynch – wieś w Anglii, w hrabstwie Somerset, w dystrykcie (unitary authority) Somerset, w civil parish Spaxton. Leży 13 km od miasta Taunton. W 1961 roku civil parish liczyła 55 mieszkańców. Charlinch jest wspomniana w Domesday Book (1086) jako Cerdesling.